# حسين نجو
حسين نجو (بالفارسية: حسین نجو) هي قرية تقع في قسم بيزكي الريفي (مقاطعة تشناران) في إيران. يقدر عدد سكانها بـ 41 نسمة بحسب إحصاء 2016.